# Provinsen New Jersey
Provinsen New Jersey (engelska: Province of New Jersey) var åren 1664-1776 en engelsk, från 1707 brittisk, besittning i Nordamerika, som tidigare varit en del av Nya Nederländerna. Nederländerna försökte senare återta kontrollen över området, som därefter var uppdelat i East Jersey och West Jersey, innan de återförenades 1702. Ursprungligen var gränserna större, och sträckte sig in i vad som senare kom att bli delstaten New York, innan gränsen fastställdes. I samband med Amerikanska revolutionen omvandlades området till den amerikanska delstaten New Jersey.

### Fotnoter
1. ↑  ”New Jersey” (på engelska). World Statesmen. http://www.worldstatesmen.org/US_states_N.html#NJ. Läst 9 november 2015.